# Café de Paris

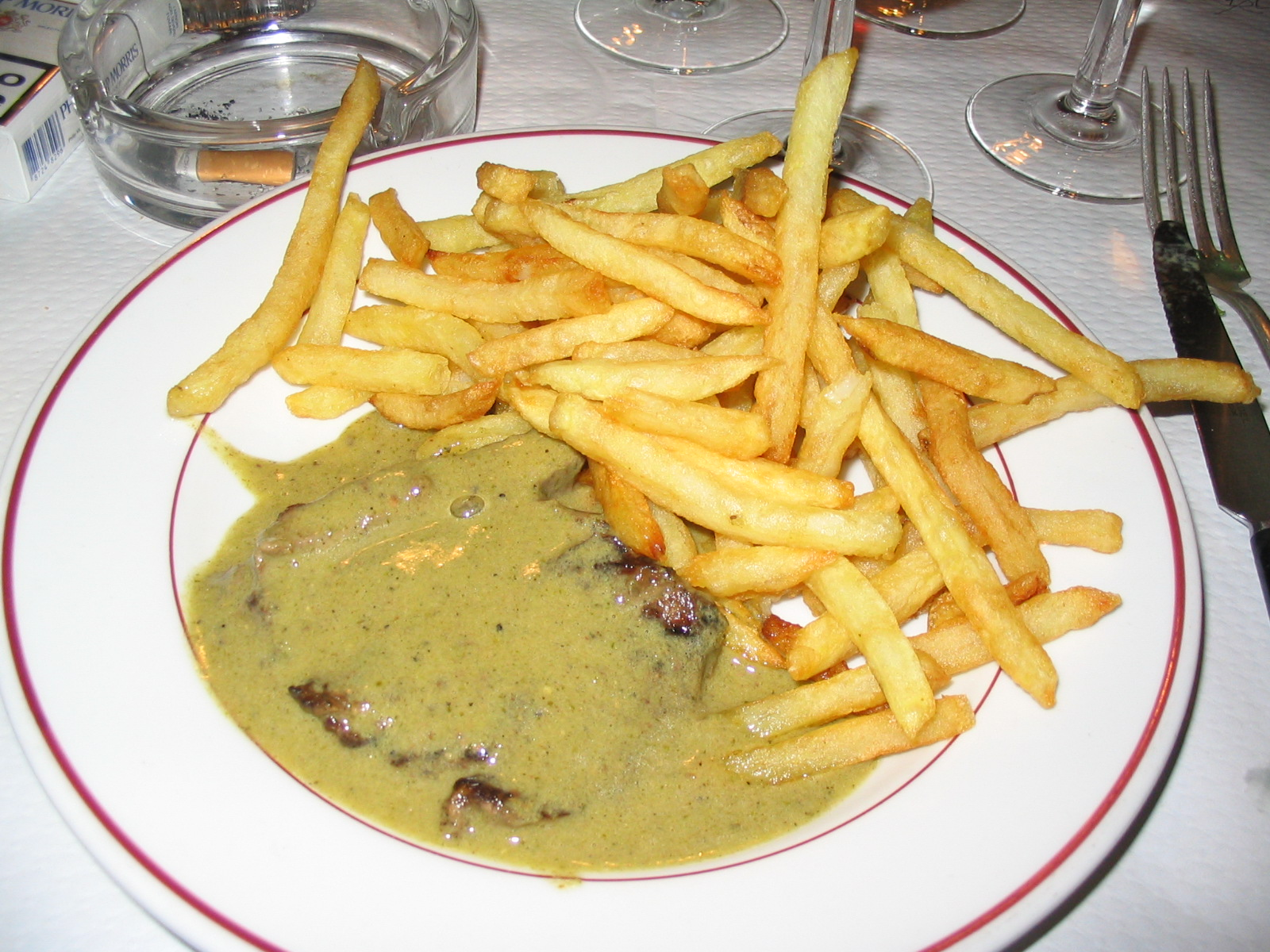
Una «entrecôte Café de Paris», tal como se sirve en el restaurante Le Relais de Venise de París, que en Francia fue el primero de los «restaurantes de la entrecôte». A pesar de su nombre, la salsa Café de París no nació en París, sino en Ginebra, Suiza.

La salsa Café de Paris o mantequilla Café de Paris es una salsa elaborada con diferentes especias y hierbas mezcladas en una base de mantequilla. Es una salsa inseparable del plato para la que fue concebida, la entrecôte Café de Paris, pues el restaurante ginebrino que la popularizó a partir de 1942 (el Café de Paris) pretende todavía hoy en día ser el único poseedor del secreto de la receta original de la misma. Esta salsa, por lo tanto, al contrario de lo que cabría pensar, no es de origen francés, sino suizo, y lleva el nombre del restaurante con el que alcanzó su popularidad. Aun así, tres restaurantes de Francia (dos en París y uno en Tolosa), pertenecientes a dos hijas y un hijo del francés Paul Gineste de Saurs, afirman poseer también el secreto de la receta y sirven su propia versión de la entrecôte Café de Paris. Tanto el establecimiento original suizo como los tres establecimientos franceses se han convertido ya hoy en día en cadenas de restaurantes, con brasseries de tipo francés abiertas en numerosas ciudades del mundo.

## Historia

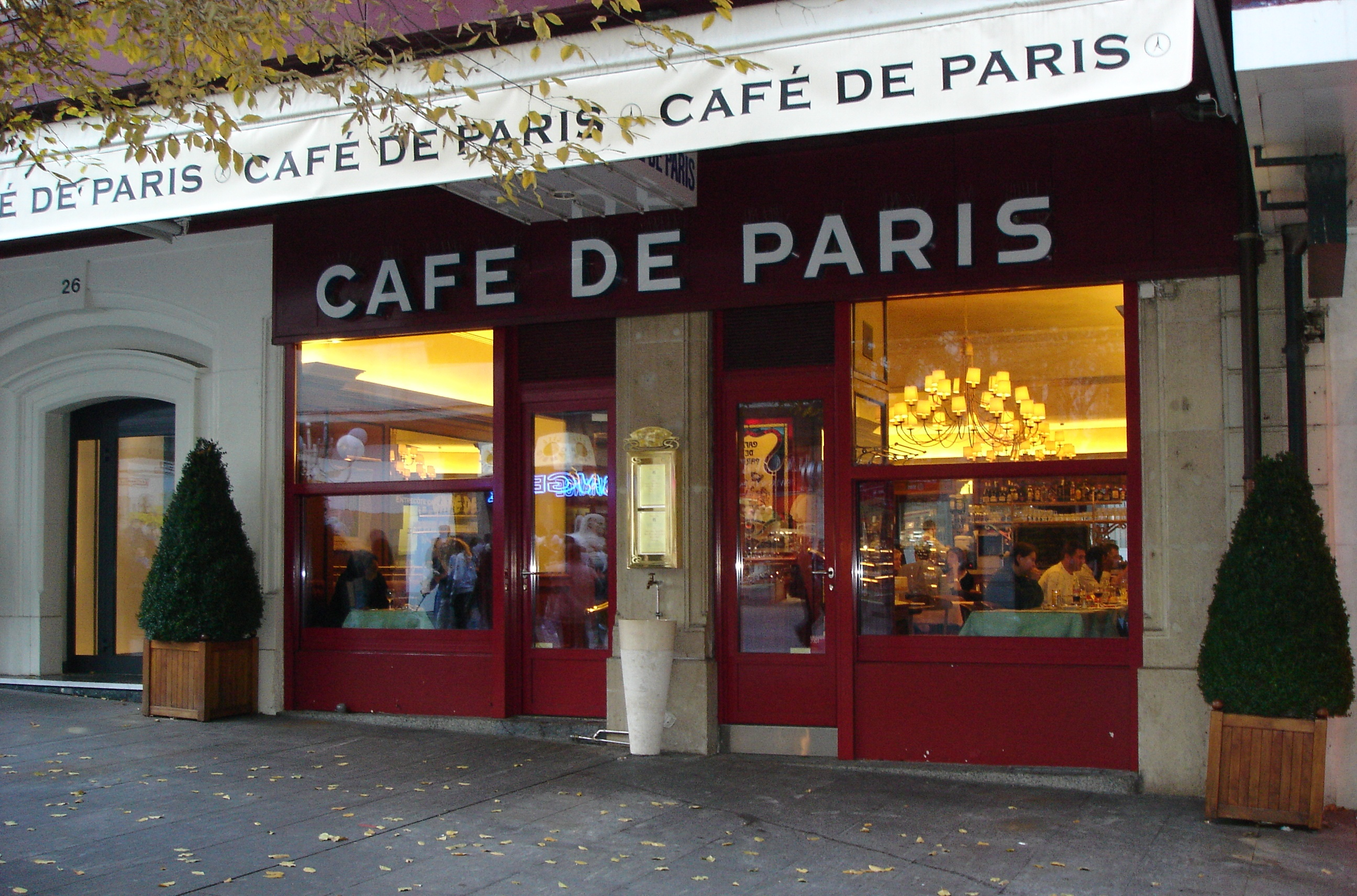
El establecimiento original Café de Paris en la calle Mont-Blanc de Ginebra, Suiza, donde la salsa Café de Paris y su receta de entrecôte fueron popularizadas.

La salsa comienza su historia en el año 1930 cuando Monsieur Boubier y su esposa, propietarios del restaurante Le Coq d'Or ('El Gallo de Oro', situado en Ginebra, Suiza) pusieron a punto una salsa compuesta de especias, hierbas y otros ingredientes mezclados en una base de mantequilla. Los Boubier, que usaban su salsa para acompañar una pieza de carne de buey, enseñaron la receta a su hija, quien se casó con Arthur-François Dumont (conocido como «Freddy Dumont»), propietario del restaurante Café de Paris, situado también en Ginebra, en el número 26 de la calle rue du Mont-Blanc. La hija de los Boubier transmitió la receta a su marido, Dumont, y de este modo, con el tiempo, la salsa fue ganando popularidad. En 1942, a raíz del éxito obtenido, Arthur-François Dumont tomó la decisión de modificar el concepto de su restaurante, haciendo que a partir de entonces el único plato propuesto en el Café de Paris fuese la porción de una entrecôte, pero fileteada en secciones y bañada en la famosa salsa.
El francés Paul Gineste de Saurs creó una receta propia, en imitación de la que había sido lanzada en Suiza. De este modo, en 1959, y con la intención adicional de tener en París un establecimiento en el que poder vender los vinos de su propiedad (el Château de Saurs, en un viñedo de la denominación Gaillac) Gineste de Saurs compró un restaurante italiano llamado Le Relais de Venise ('El Albergue de Venecia'), situado en el número 271 del bulevar Pereire, en el barrio de la Puerta Maillot, cerca de la estación de ferrocarriles de mismo nombre, y en el que aplicó el mismo concepto de restaurante que el Café de París de Ginebra. Desde entonces el restaurante ha conservado el nombre aunque haya abandonado por completo la gastronomía italiana para especializarse únicamente en la receta de la entrecôte en salsa. Fuera de Suiza esta fue la primera exportación del concepto de restaurante lanzado en 1942 por Arthur-François Dumont. Paul Gineste de Saurs murió en 1966 y su hijo y sus dos hijas heredaron el negocio, abriendo cada uno de ellos diferentes cadenas de restaurantes y empresas de restauración basadas en la misma idea, tanto en Francia como en diferentes ciudades del resto del mundo. Por ejemplo, en Barcelona (España), hubo un restaurante Le Relais de Venise abierto de 1999 a 2010.
Actualmente en España, hay 2 restaurantes que sirven la salsa original: L’Entrecote Café de París en Madrid y Alma Del Mar By Freda en Javea, Alicante.
Los restaurantes originales, el de la rue Mont-Blanc en Ginebra y el del Bulevar Pereire en París, siguen abiertos, aunque rebautizados respectivamente como Café de Paris - Chez Boubier (en Ginebra) y Le Relais de Venise – L'Entrecôte (en París).